# Kekena Corvalán
Kekena Corvalán (Buenos Aires, 30 de octubre de 1964) es escritora, curadora y profesora feminista. Especialista en las prácticas artísticas de arte contemporáneo que involucran a las comunidades desde perspectivas críticas y feministas. Sus publicaciones más conocidas son Artistas Latinoamericanas, un recorrido de diálogos conceptuales y Curaduría Afectiva.

## Biografía
Kekena se formó como Licenciada en Letras por la Universidad de Buenos Aires y posee una Tecnicatura Universitaria en Historia del Arte en la Universidad del Museo Social Argentino. 
Ha desarrollado la docencia en distintas instituciones como la Universidad de Palermo, la Universidad Católica de Santiago del Estero, el Museo de Arte Latinoamericano de Buenos Aires, el Centro Cultural Ricardo Rojas, en la Universidad del Museo Social Argentino y en el programa de posgrado de Middlebury College. También dirigió el Diplomado en Prácticas Artísticas en territorio de la Universidad Nacional de las Artese integró el Núcleo SurSur de investigaciones en estudios poscoloniales, performances, identidades afrodiaspóricas y feminismos en IDAES/UNSAM. Actualmente colabora en la Revista internacional INES (Intersectional Expanded System).
Su práctica profesional está marcada por el acompañamiento y la solidaridad entre pares, fomentando la visibilización y resistencia dentro del sistema del arte, así ha trabajado con Diana Dowek donde realizó la curaduría de su libro de vida y el catálogo razonado de su obra en un proyecto apoyado por la Fundación Krasner-Pollock. Otras artistas vinculadas a través de curatorías o investigaciones son: Guillermina Grinbaum, Silvia Millet, María Inés Mato, Susana Babot, Dalila Puzzovio, Andrea Racciatti, Viviana Zargón y Marisa Núñez Caminos. Mediante su trabajo ha relevado las aportaciones de otras colegas como: Diana Wechsler, Andrea Giunta y Gloria Cortés Aliaga. 

### Campamentos artísticos
Corvalán es conocida por idear las siete ediciones del Campamento Artístico Curatorial, una iniciativa que fomenta diálogos creativos y críticos dentro de la comunidad artística. La propuesta propone crear obras desde el conocimiento situado, reconociendo que "lo personal es político y las propias vivencias son eje de toda expresión, territorio situado en un campamento".Este ejercicio estimula la producción de obras contemporáneas desde la exploración, con una vocación colectiva, permeada por las condiciones sociopolíticas de sus autores y los territorios, a diferencia de la producción burguesa que entiende al artista como individuo desafectado de su entorno social. Los Campamentos Artísticos Curatoriales se han desarrollado en Río Gallegos, Coronel Suárez, Chaco, La Rioja, Victoria, Santiago del Estero y Benito Juárez.

### Curaduría afectiva
Asimismo la autora promueve una propuesta teórica y práctica desde la curaduría afectiva. Según sus palabras "La curaduría afectiva es esa energía específica que insurge territorizalizando deseos y que logra imponer o hacer emerger otras enunciaciones posibles. Lo que hago es disputar la enunciación. Por ese lado, la curaduría afectiva pensada de manera colectiva, situada, con autoridades discutidas, que abandona el lugar de poder, que se saca la gorra".Mediante esta mirada interseccional cruza múltiples ejes como la práctica curatorial misma, el feminismo, las políticas de la representación, las políticas del deseo, la conciencia de clase, la educación y la potencia creativa para disputar las exclusiones del sistema, los territorios y el canon occidental.
En síntesis la curaduría afectiva "es un ejercicio de imaginación colectiva de otros mundos, con impronta comunitaria, solidaria, política, de los afectos y de las existencias, reexistencias y deseos".

## Publicaciones
- Epistemología mechera (Cariño Ediciones, 2023)
- Testigos los cuervos. A la salud de los archivos (Editorial El mismo mar, 2023)
- Curadurías del Fin del Mundo. 5 casos de curaduría afectiva (Autoras en tienda, 2022)
- Curaduría Afectiva (Cariño Ediciones, 2020)
- Historias de Cabeza Partida (Ediciones del Bien, 2014)
- Artistas Latinoamericanas, un recorrido de diálogos conceptuales (Wifredo Lam, 2012)

## Curadurías
- Hilo de Voz, obras de Guillermina Grinbaum en el Museo Benito Quinquela Martín - 2022
- Políticas del deseo: Para todes, tode en el Centro Cultural Kirchner (CCK) - 2020[3]
- Colores Abrazados, Fernanda Meyer en el Museo de Bellas Artes Ramón Gómez Cornet - 2019
- Para todes, tode. Plan de Lucha, Género y Memoria en el Centro Cultural Haroldo Conti - 2019
- Sala propia en el Museo Nacional de Bellas Artes de Neuquén[11] - 2018
- Itineraria, 10 artistas, 2 continentes en el  Espacio de Arte Contemporáneo (EAC) en Uruguay - 2014
- Itineraria, 10 artistas, 2 continentes en la Escuela de Bellas Artes Corriente Alterna de Perú - 2011